# Alternative Fakten

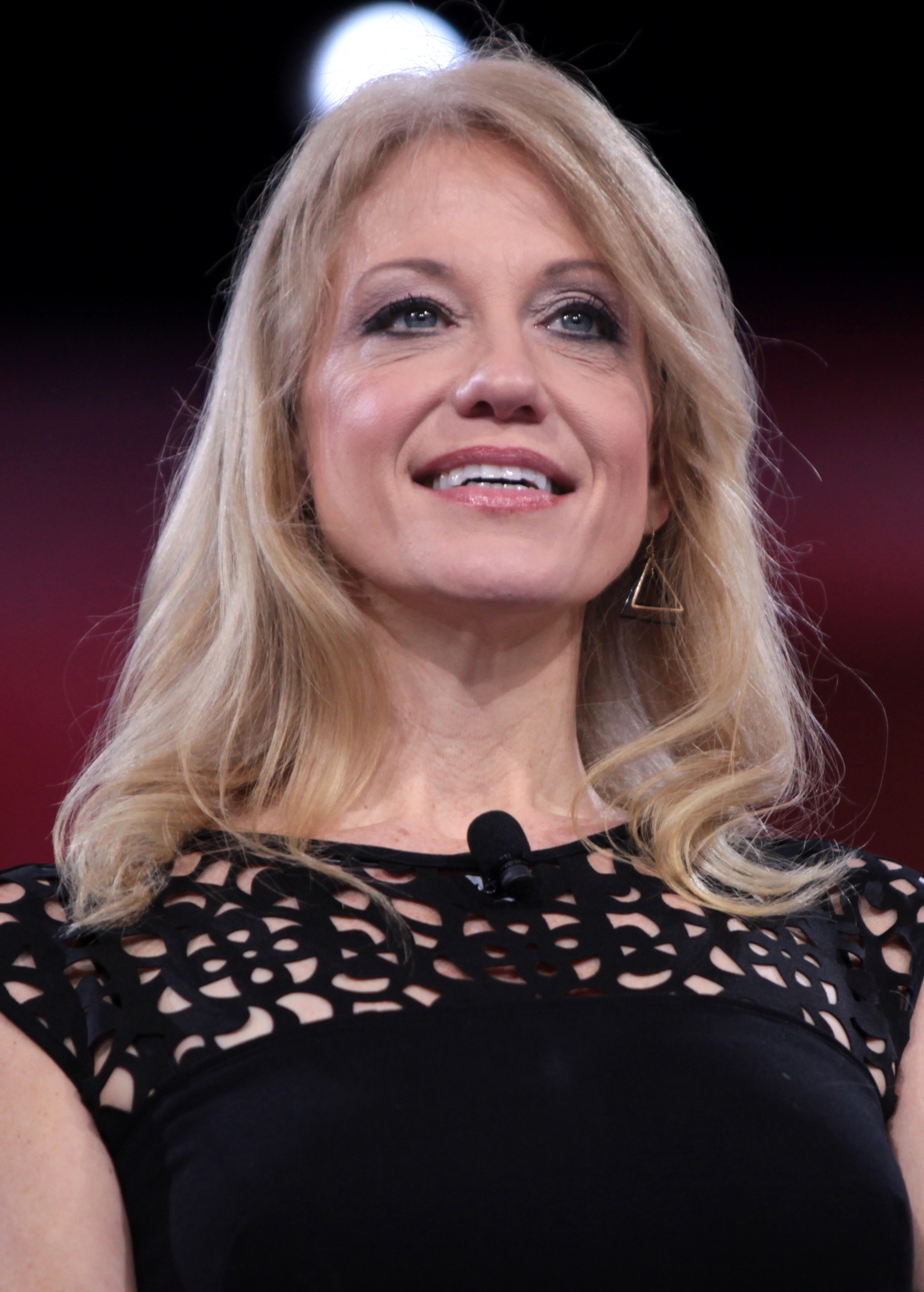
Kellyanne Conway (2016)

Alternative Fakten (englisch alternative facts) ist eine Formulierung von Kellyanne Conway, Beraterin des seinerzeitigen US-Präsidenten Donald Trump von 2017 bis August 2020. Im Januar 2017 benutzte sie diese Formulierung während eines Interviews in der amerikanischen Polit-Talksendung Meet the Press, um falsche Aussagen des Pressesprechers des Weißen Hauses Sean Spicer zur Publikumsgröße während Trumps Amtseinführung vor dem Kapitol zu rechtfertigen. In Deutschland und in Österreich wurde „alternative Fakten“ zum Unwort des Jahres 2017 gewählt.

## Die Äußerung im Kontext des Interviews
In einem Interview mit Kellyanne Conway in der NBC-Sendung Meet the Press kam Moderator Chuck Todd auf Äußerungen des damaligen Pressesprechers Sean Spicer zu sprechen, der am 21. Januar 2017 behauptet hatte, bei Trumps Amtseinführung seien deutlich mehr Menschen anwesend gewesen als bei der seines Vorgängers Obama. Diese Behauptung wurde aber weder durch Luftaufnahmen beider Ereignisse noch durch Zählungen im Personennahverkehr von Washington, D.C. bestätigt. Nachdem Todd Conway mehrmals vergeblich aufgefordert hatte, zu erklären, warum Spicer „widerlegbar falsche Behauptungen“ vortrage, kritisierte Conway zunächst die angeblich einseitige Darstellung in den Medien. Zuletzt drängte Todd sie erneut, zu erklären, warum der Präsident den Pressesprecher des Weißen Hauses gebeten hatte, bei seinem ersten Auftritt am Podium eine Unwahrheit zu sagen („to utter a falsehood“). Damit habe er die Glaubwürdigkeit der ganzen Presseabteilung des Weißen Hauses untergraben. Conway verneinte und sagte: „Sean Spicer, unser Pressesprecher, hat dazu alternative Fakten dargestellt.“ Todd unterbrach sie daraufhin und sagte, alternative Fakten seien unwahre Aussagen. Conway äußerte, es gebe kein Verfahren, um Menschenmengen sicher zu quantifizieren, und beschwerte sich im weiteren Verlauf des Interviews über die Absicht Todds, sie ebenso wie die neue Regierung lächerlich erscheinen zu lassen. Er wirke als Kommentator, statt zu informieren.

## Bezüge zu Trumps Werbepsychologie
Journalisten stellten einen Bezug zu Trumps 1987 erschienenem Wirtschaftsbuch The Art of the Deal her, in dem er eine „wahrheitsgemäße Übertreibung“ als eine „unschuldige Form der Übertreibung – und […] sehr wirksame Form des Marketing“ bezeichnet hatte. Laut Ghostwriter Tony Schwartz, der den Ausdruck nach eigenen Angaben prägte, habe Trump sie gebilligt.

## Hintergrund
Am 21. Januar 2017 veranstaltete Sean Spicer seine erste Pressekonferenz als Pressesprecher des Weißen Hauses. Er bezichtigte die Medien, vorsätzlich die Größe des Publikums während der Amtseinführung von Donald Trump herunterzuspielen. Dieser hätten mehr Menschen beigewohnt als jemals zuvor. Indes sprachen alle verfügbaren Daten gegen diese Behauptung. Luftaufnahmen zeigten ein deutlich kleineres Publikum bei Trumps Amtseinführung als bei der von Barack Obama im Jahr 2009. Der Nahverkehrsbetrieb Washington Metro zählte am Tag von Trumps Amtseinführung um 11:00 Uhr mit 193.000 Fahrgästen erheblich weniger als die 513.000 Fahrgäste im Jahr 2009.
Weiterhin behauptete Spicer, bei dieser Amtseinführung seien zum ersten Mal weiße Bodenbeläge eingesetzt worden, mit denen sich der visuelle Eindruck eines kleineren Publikums erklären lasse. In Wirklichkeit wurden die gleichen Bodenbeläge bereits bei Obamas zweiter Amtseinführung 2013 benutzt. Spicer ließ während der Pressekonferenz keine Fragen der Presse zu.

## Reaktionen

### Vorwurf der Lüge und Faktencheck
Die Pressekonferenz von Spicer und Conways Kommentare dazu zogen zahlreiche Reaktionen nach sich. Die Journalistin und frühere Herausgeberin der New York Times Jill Abramson charakterisierte Conways Kommentare zu alternativen Fakten als „Orwellsches Neusprech“ und alternative Fakten als Lügen. Der Journalist Dan Rather veröffentlichte eine Kritik an der neuen Präsidentschaft auf seiner Facebook-Seite: Es seien außergewöhnliche Zeiten, wenn ein Präsidentensprecher (Conway) eine Lüge in der Orwellschen Floskel „alternative Fakten“ verpacke und ein Pressesprecher (Spicer) bei seinem ersten Auftritt lüge. Fakten und Wahrheit seien nicht parteiisch, sondern ein Grundstein der Demokratie.
Die New York Times antwortete am 23. Januar mit einem Faktencheck der Aussage von Sean Spicer. Sie verglich Fotos des Publikums der Amtseinführung von Obama im Jahr 2009 und der von Trump 2017, CNN bot eine hochauflösende 360°-Panorama-Darstellung an.

### Vergleich mit Manipulationstechniken in Orwells Roman 1984
Die Äußerung Conways wurde vielfach mit den Manipulationstechniken in Orwells dystopischem Roman 1984 verglichen, insbesondere Neusprech und Doppeldenk. Der Bezug wurde in den Medien angeblich erstmals von CNN’s Reliable Sources hergestellt. „Alternative facts is a George Orwell phrase“, habe die Reporterin der Washington Post, Karen Tumulty, geäußert. Die Verkaufszahlen des Romans seien nach dem Interview mit Conway extrem angestiegen. Auch Martin Muno wies in der Deutschen Welle auf Orwell und die Gefahr der Vermischung des Unterschieds von Wahrheit und Lüge hin und stellte die Frage, ob hinter Conways Äußerung nicht ein Plan liege.

### Vergleich mit Gaslighting
Conways Darstellung von Unwahrheiten wurde wie Verhaltensweisen Trumps als Gaslighting interpretiert, also als eine Form von psychischer Gewalt bzw. Missbrauch, mit der Opfer gezielt desorientiert und manipuliert werden und ihr Selbstbewusstsein allmählich deformiert bzw. zerstört wird. Die Webseite alternativefacts.com verlinkte auf einen Fachartikel in Psychology Today, der Gaslighting analysierte.

### Angriff auf die Demokratie
Die Politikwissenschaftler Nancy L. Rosenblum und Russell Muirhead sehen in dem Konzept Alternative Fakten einen Angriff auf die Demokratie. Diese setze eine öffentliche Deliberation über Politik voraus, welche wiederum nur auf der Grundlage eines gemeinsam verstandenen Wissens stattfinden könne. Regierungsbehörden in Verwaltung und Geheimdiensten, Universitäten, Forschungszentren, Communities von Experten und verantwortungsbewusste Medien würden gemeinsam daran arbeiten, dieses Wissen zu generieren, zu prüfen, zu korrigieren und zu verbessern. Die Annahme alternativer Fakten untergrabe das Konzept eines solchen gemeinsam überprüfbaren Wissens, es schade der Demokratie und der persönlichen Orientierung und laufe darauf hinaus, auf die Realität Besitzansprüche zu erheben und sie allen anderen durch dauernde Wiederholung aufzwingen zu können.

### Rechtfertigungsversuche
Am 25. Januar verteidigte Spicer die Verwendung des Begriffs. Seiner Meinung nach war die Äußerung von den Medien absichtlich verdreht worden, um den Eindruck der Unwahrhaftigkeit zu vermitteln. Es gebe auch sich widersprechende Wetterprognosen, ohne dass deshalb eine Lüge vorliegen müsse. Er gestand ein, dass einige der ihm vorgegebenen Informationen inkorrekt gewesen seien, er habe dies aber zum Zeitpunkt der Pressekonferenz nicht wissen können.
In der Woche des Interviews nahm Conway Stellung zu dem Ausdruck alternative facts. Sie habe damit alternative oder unvollständige Information gemeint.
Nach Darstellung des Guardian verteidigte Breitbart News am 23. Januar als einziges aller konservativen Medien Conways Gebrauch des Ausdrucks alternative facts. Es sei ein gewöhnlicher und zutreffender (accurate) Ausdruck in juristischem Kontext, wenn jede Partei eines Rechtsstreits dem Gericht ihre eigene Sicht der Faktenlage darstellt. Aus der Perspektive Trumps von der Tribüne aus sei die Menge größer erschienen, als sie war, der falsche Eindruck sei verzeihlich. Der Guardian kommentierte, eine Suche in verschiedenen Onlinelexika nach dem juristischen Ausdruck sei erfolglos gewesen. Joel B. Pollak, der Chefredakteur von Breitbart, betonte außerdem, dass weder Trump noch Spicer oder Conway gelogen hätten: „Sie haben nur ihre Version der Ereignisse dargestellt.“
Der Politikwissenschaftler Robert Stoker von der George Washington University wies darauf hin, dass der Ausdruck alternative facts von Unwahrheiten unterschieden werden könne und sollte. Eine Äußerung Trumps aufgreifend, stellte er fest, dass man bei der Interpretation allgemeiner statistischer Aussagen zu Armut oder Arbeitslosigkeit etwa zu ganz unterschiedlichen Zahlen gelangen könne, je nachdem, welche Indikatoren man wähle und wie man die Begriffe definiere. Die zu verurteilende Form des Gebrauchs des Ausdrucks alternative Fakten sei daran erkennbar, dass eine rationale Auseinandersetzung um den Wahrheitsgehalt vermieden werde. Die Äußerung Conways war Anlass seiner Darstellung. Er ordnete sie aber nicht explizit der zulässigen oder unzulässigen Form des Ausdrucks zu, zitierte aber Spicer zustimmend, der gesagt hatte: „Manchmal können wir hinsichtlich der Tatsachen verschiedener Meinung sein.“ (“Sometimes we can disagree with the facts.”)

## Einzelfälle

### „Bowling Green Massacre“
In einem Fernsehinterview mit MSNBC rechtfertigte Conway am 2. Februar 2017 die mit der Executive Order 13769 vom US-Präsidenten verhängten Einreiseverbote unter Bezugnahme auf ein „Bowling-Green-Massaker“, welches zur Verhängung eines Einreiseverbots für irakische Staatsbürger durch den seinerzeitigen Präsidenten Barack Obama geführt habe. Der Terroranschlag sei den meisten Menschen unbekannt, da die Medien hierüber nicht berichtet hätten. Tatsächlich wurden 2011 in der Stadt Bowling Green im US-Bundesstaat Kentucky zwei Iraker festgenommen und wegen des Versuchs angeklagt, Waffen und Geld an Al-Qaida im Irak zu senden.  Bei diesem Vorgang handelte es sich um eine Sting-Operation des FBI. Am Tag darauf korrigierte sich Conway, sie habe nicht von einem „Massaker“ in Bowling Green, sondern von den dortigen „Terroristen“ sprechen wollen.
Conway verwendete den Begriff „Massaker“ auch in zwei weiteren Interviews. Conways Formulierung wurde von Medien in einen Zusammenhang mit dem Begriff „alternative Fakten“ gerückt.

### Angeblicher Vorfall von Terrorismus in Schweden
Auf einer Veranstaltung in Melbourne, Florida am 18. Februar 2017 sprach Donald Trump die Terroranschläge von Brüssel, Nizza und Paris an und stellte in diese Reihe einen angeblichen Vorfall in Schweden am Vortag. Das schwedische Außenministerium stellte daraufhin eine Anfrage bei der Regierung der Vereinigten Staaten und bat um eine Aufklärung. Donald Trump erklärte daraufhin auf Twitter, er habe sich auf einen Bericht des US-Fernsehsenders Fox News über Einwanderer bezogen. In den Medien wurde ein Zusammenhang zum „Bowling Green Massacre“ und dem Begriff der „alternativen Fakten“ hergestellt.
Die schwedische Regierung veröffentlichte als Reaktion auf der Homepage ihres Außenministeriums eine Reihe von Statistiken gegenüber „vereinfachenden oder komplett irrtümlichen“ Behauptungen: Der einzige entsprechende Anschlagsversuch in Schweden gehe auf das Jahr 2010 zurück; hierbei habe es außer dem Attentäter keine weiteren Opfer gegeben. Ebenso falsch sei die Behauptung, im Land sei die Zahl der mit Schusswaffen begangenen Gewalttaten gestiegen. Obwohl die Zahl der Einwanderer seit den 1990er Jahren steige, sei die Zahl der Gewalttaten zurückgegangen und es gebe keinerlei Indizien, dass die Zuwanderung zu einem Anstieg der Kriminalitätsrate geführt habe.

## Abgrenzung zu Fake News
Alternative Fakten und Fake News werden als neuartige Phänomene wahrgenommen. Die Abgrenzung ist nicht immer einfach und kann vom Autor abhängen.
Bei Fake News ist nach Hanna Steinharter auch der Autor selbst von Anfang an davon überzeugt, dass es sich um eine Lüge handelt, während der Autor von alternativen Fakten an das glaubt, was er sagt. Außerdem haben alternative Fakten wenigstens einen minimalen Anknüpfungspunkt in der Realität (ein Fakt), um den herum sich der Autor seine eigene Realität aufbaut. Somit seien alternative Fakten in Wirklichkeit nur Wunschvorstellungen des Autors.
Ein Beispiel für Fake News ist nach einem Spiegelartikel das Gerücht, wonach im Februar 2017 in Litauen stationierte Soldaten der Bundeswehr ein Mädchen vergewaltigt hätten. Der deutsche Journalist Matthias Gebauer ist der Ansicht, dass die Kampagne von Russland ausging, um die Bundeswehr wegen ihres Engagements in Osteuropa zu diskreditieren. Auch der Autor der Nachricht selbst sei sich im Klaren darüber gewesen, dass es eine komplette Lüge war. Damit handelt es sich um Fake-News.
Als Trump-Beraterin Kellyanne Conway in dem Interview die Zahl der bei der Amtseinführung von Trump (Fakt) anwesenden Personen offensichtlich zu hoch angab und glaubte, was sie sagte, gab sie alternative Fakten, aber keine Fake News.

## Alternative Facts als „Nebelkerze“
Die Kommunikationswissenschaftlerin Elisabeth Wehling sieht im Begriff alternative facts eine geschickte Nebelkerze in der Strategie Donald Trumps. Trump habe sich perfekt der Methoden des politischen Framings bedient und dabei auch auf Experten zurückgegriffen, die unter anderem den Irakkrieg sprachlich vorbereitet hätten.

„Eine der Trumpschen Nebelkerzen lautet zum Beispiel ‚alternative Fakten‘. Alles schreit auf und diskutiert das Thema tagelang, während Trump im Hintergrund Politik macht, die der Schlagzeilen würdiger wäre: Reduzierung der Mittel für Frauengesundheit weltweit, Kappen der Gesundheitsversorgung für Amerikaner, Rücknahme der Entscheidung Obamas gegen die Keystone-Pipeline. Es erstaunt mich, wie sich die Medien von Trumps Nebelkerzen ködern lassen.“

Wehling ist überzeugt, dass Trump und Kellyanne Conway sich der Falschheit der alternativen Fakten bewusst seien, ebenso hält sie schon die bewusst falsche Einschätzung der Besucherzahlen für „eine Trumpsche Rauchbombe, die ablenken soll. Und für einen Test, um die Medien einzuordnen: Wer wiederholt die Ideen und Formulierungen, wer kritisiert?“